# Sydpreussen
Sydpreussen (tysk: Provinz Südpreußen; polsk: Prusy Południowe)  var en provins i Kongeriget Preussen fra 1793 til 1807 oprettet ud af territorium annekteret i Polens anden deling.

## Historie
Sydpreussen omfattede i 1793:
- Voivodskaberne Poznań, Kalisz og Gniezno i Storpolen ;
- landene Sieradz og Łęczyca;
- det kujaviske voivodskab Brześć og Dobrzyń Land;
- tilstødende dele af de Masoviske voivodskaber Płock og Rawa.

Hovedstaden i provinsen var først Poznań (1793-1795), derefter Warszawa (1795-1806), som blev tilføjet i 1795 efter den tredje deling, men den blev faktisk administreret af et General-Direktorium i Berlin.
Sydpreussen grænsede op til den Brandenburgske Neumark-region i vest og det preussiske Netze-distrikt i nord. Efter Polens tredje deling blev landene Dobrzyń og Płock nordøst for floden Wisła overført til Ny Østpreussen, mens Sydpreussen fik Warszawa-regionen i det tidligere Masoviske voivodeskab. I den sydøstlige del markerede floden  Pilica grænsen til territorierne i  Lillepolen, der i 1795 blev en del af det østrigske Ny-Galicien. Mod sydvest grænsede Sydpreussen  til den preussiske provins  Schlesien og Ny Schlesien, inklusive det tidligere hertugdømme Siewierz, som blev administreret fra Sydpreussen.
Nogle af de tyske kolonister, der blev inviteret til at slå sig ned på provinsens adelige godser, blev kendt som Hauländer, mens andre, der slog sig ned på de kongelige områder, blev kendt som Kolonisten. Udtrykket Hauländer er en tysk afledning af den oprindelige Hollender, der forhandlede særlige vilkår for demokratisk styre for deres bosættelser, som blev kendt som Hollendry. 
Den underudviklede provins blev administreret med økonomi og overskud som et primært mål. Den første provinsminister Otto von Voss sagde, at "Sydpreussen ikke skal  være blevet købt til en for høj pris; det burde ikke være nogen byrde for andre provinser, det burde endda gavne dem og den preussiske stat"  Således fik den preussiske stat    flere indtægter end hvad den brugte på provinsen og opkrævede told på varer fra provinsen, hvilket alvorligt modvirkede dens industrielle udvikling.
Efter Napoleon Bonapartes sejr i den  Fjerde koalitionskrig og opstanden i Storpolen (1806), blev Sydpreussens område en del af hertugdømmet Warszawa, en fransk klientstat, ifølge Tilsit-traktaterne fra 1807. Efter Wienerkongressen i 1815 blev den delt mellem det preussiske storhertugdømme Posen og Kongrespolen, en del af det russiske imperium.

I 1806 havde provinsen 1.503.508 indbyggere.